# Cité Debergue
Cité Debergue är en återvändsgata i Quartier du Bel-Air i Paris tolfte arrondissement. Gatan är uppkallad efter den markägare, på vars mark gatan anlades. Cité Debergue börjar vid Rue du Rendez-Vous 28.

## Omgivningar
- Immaculée-Conception
- Jardin Debergue – Rendez-Vous
- Cité du Rendez-Vous
- Impasse Vassou
- Impasse Canart

## Bilder
| - Gatuskylt. - Immaculée-Conception. - Jardin Debergue – Rendez-Vous. |

## Kommunikationer
- Tunnelbana – linjerna   – Picpus
- Busshållplats Picpus – Paris bussnät

### Webbkällor
- ”Cité Debergue”. Mairie de Paris. https://web.archive.org/web/20150910063935/http://www.v2asp.paris.fr/commun/v2asp/v2/nomenclature_voies/Voieactu/2624.nom.htm. Läst 14 december 2023.
- ”Cité Debergue (12ème arrondissement)”. Les rues de Paris. https://web.archive.org/web/20160409050444/http://www.parisrues.com/rues12/paris-12-cite-debergue.html. Läst 14 december 2023.